# The Grete Herball

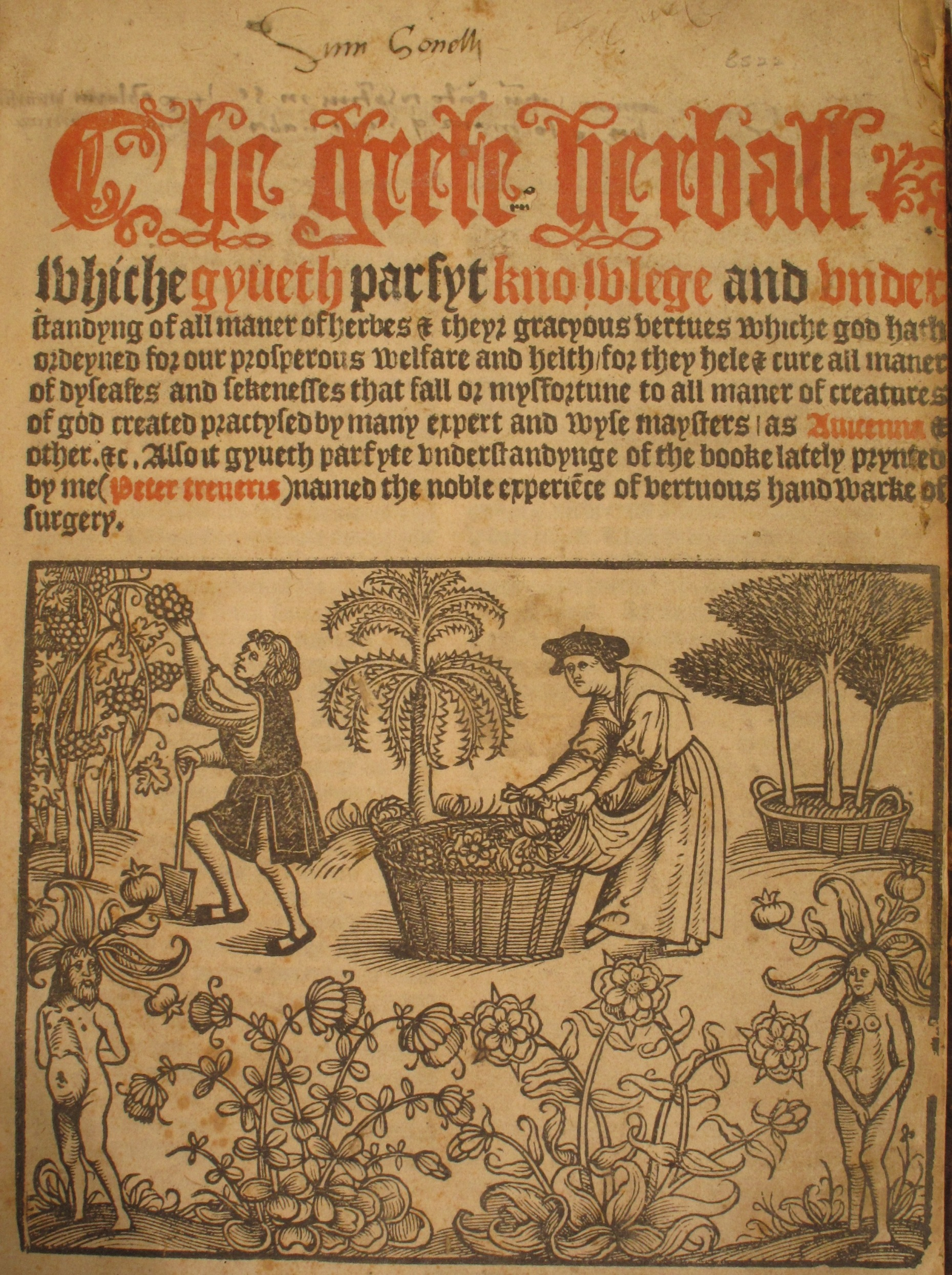
The Grete herball, page de titre avec frontispice de scène de jardin, édition de 1526.

The Grete Herball (le grand herbier) est une  encyclopédie de l'ère moderne et le premier herbier artificiel illustré publié en anglais pour la première fois en 1526.
Il fut précédé de l'herbier non illustré de Richard Banckes (1525), qui fut le tout premier herbier anglais jamais imprimé. 
Le Grete Herball est un recueil en un seul volume qui détaille les propriétés médicinales (ou vertus) des plantes et certains éléments non botaniques selon la théorie des humeurs. Des éditions confirmées ont été imprimées entre 1526 et 1561, et beaucoup d'exemplaires existent encore aujourd'hui. Son titre complet est The grete herball: whiche geueth parfyt knowlege and under standyng of all maner of herbes & there gracyous vertues whiche god hath ordeyned for our prosperous welfare and helth: for they hele & cure all maner of dyseases and sekenesses that fall or mysfortune to all maner of creatoures of god created: practysed by many expert and wyse maysters, as Aucienna & other &c..
Cet ouvrage est une traduction du Grant Herbier français.